# Terry Rozier
Terry William Rozier III (Youngstown, 17 de março de 1994) é um jogador norte-americano profissional de basquete que atualmente joga pelo Miami Heat da National Basketball Association (NBA).
Ele jogou dois anos de basquete universitário na Universidade de Louisville antes de ser selecionado pelo Boston Celtics como a 16ª escolha geral no draft da NBA de 2015.

## Primeiros anos
Rozier nasceu em Youngstown, Ohio, em 1994. Seu pai, Terry Rozier Sr., ficou preso por 8 anos, começando dois meses depois do nascimento de Rozier. Então, em 2005, depois de participar de um assalto em 2003, Rozier Sr. foi condenado a 13 anos por seqüestro, roubo e homicídio involuntário. Como resultado, Rozier foi criado principalmente por sua mãe, Gina Tucker, e sua avó, Amanda Tucker. Ele também foi criado ao lado de uma meia-irmã e um irmão.

## Carreira no ensino médio
Rozier estudou na Shaker Heights High School em Shaker Heights, Ohio, graduando-se em 2012. Em seu último ano, ele teve médias de 25,6 pontos, 6,5 rebotes, 4,5 assistências e 4,7 roubos de bola, levando a equipe a um recorde de 21-3 e levando-os para a semifinal regional em 2012 pela primeira vez desde 2002. Ele foi classificado como 74º geral no Top 10 de 2012 pela ESPNU.
Devido às notas, Rozier estudou na Hargrave Military Academy por um ano antes de se juntar a Universidade de Louisville. Na temporada 2012-13 em Hargrave, Rozier teve médias de 29,3 pontos, 7,8 rebotes e 5,6 assistências e ganhou o prêmio de MVP do Kentucky Derby Festival Basketball Classic.

## Carreira universitária
Como novato em Louisville, Rozier jogou em 37 jogos e teve médias de 7,0 pontos e 3,1 rebotes, sendo eleito para a Equipe de Novatos da AAC. 
Em seu segundo ano, Rozier teve média de 17,1 pontos e foi nomeado pra Segunda-Equipe da ACC.
Em 30 de março de 2015, Rozier e seu companheiro de equipe em Louisville, Montrezl Harrell, se declararam para o Draft da NBA de 2015.

## Carreira profissional

### Boston Celtics (2015–2019)
Em 25 de junho de 2015, Rozier foi selecionado pelo Boston Celtics como a 16ª escolha geral do Draft da NBA de 2015. Em 27 de julho de 2015, ele assinou um contrato de 2 anos e US$3.7 milhões com os Celtics.

Em sua temporada de estreia, ele foi comparado a Damian Lillard. Durante sua temporada de estreia, ele jogou em vários jogos no Maine Red Claws, afiliada da D-League dos Celtics. Ele jogou em 39 jogos da temporada regular com Celtics em 2015-16. Em seu primeiro jogo de playoff, ele marcou 10 pontos contra o Atlanta Hawks.

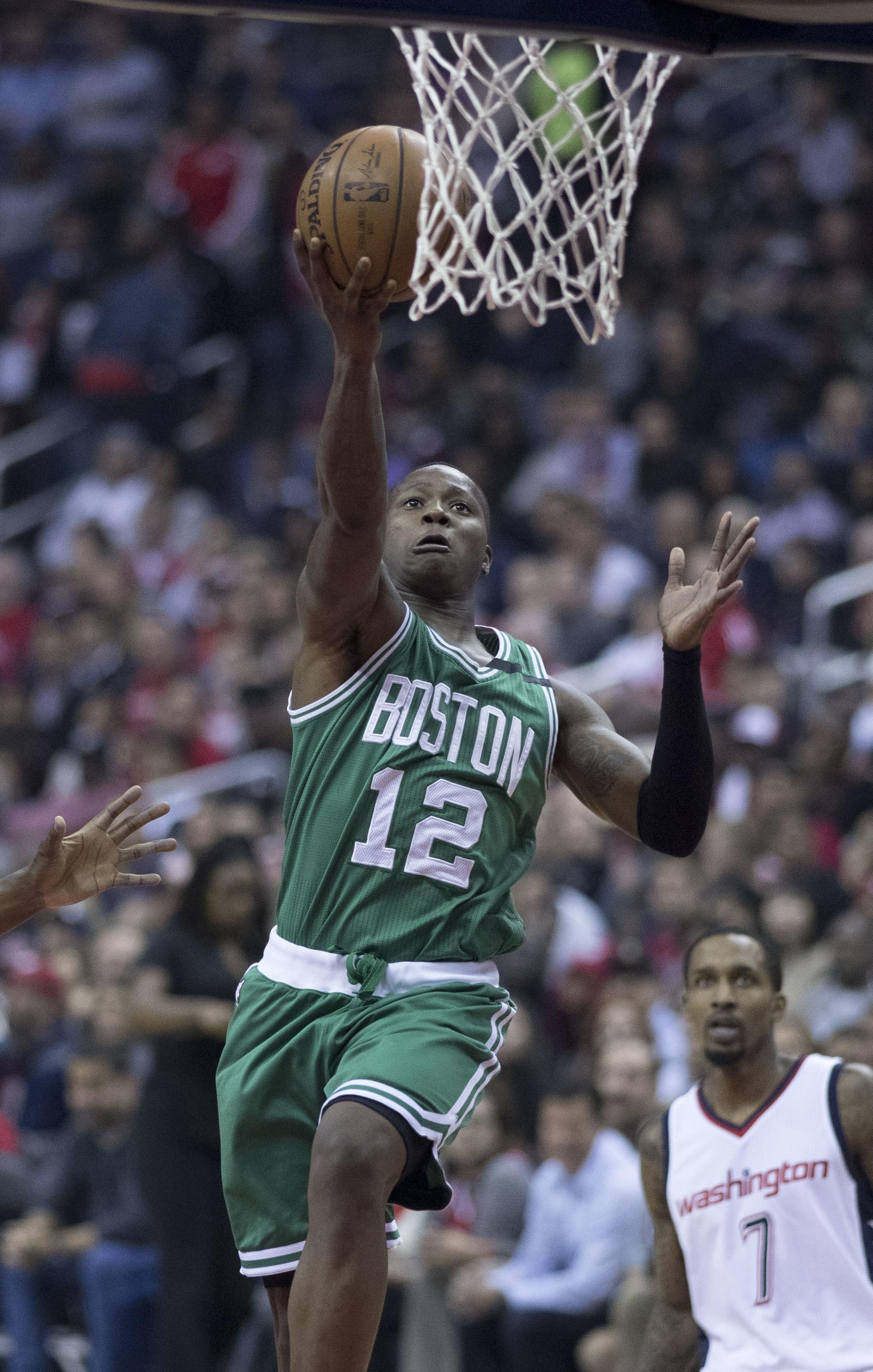
Rozier nos Celtics em 2017

Em 12 de novembro de 2016, Rozier marcou 11 pontos em uma vitória por 105-99 sobre o Indiana Pacers. Nove dias depois, ele marcou 12 pontos em uma vitória por 99-93 sobre o Minnesota Timberwolves. Em 7 de dezembro, ele teve um jogo de 16 pontos em uma vitória por 117-87 sobre o Orlando Magic. Em 19 de março de 2017, ele registrou seu primeiro duplo-duplo da carreira com 14 pontos e 10 rebotes na derrota por 105-99 para o Philadelphia 76ers.
Em 24 de novembro de 2017, Rozier teve 23 pontos em uma vitória por 118-103 sobre o Orlando Magic. Em 3 de janeiro de 2018, ele fez 20 pontos em uma vitória por 102-88 sobre o Cleveland Cavaliers. Em seu primeiro jogo como titular, Rozier registrou seu primeiro triplo-duplo com 17 pontos, 11 rebotes e 10 assistências na vitória por 103-73 sobre o New York Knicks. Ele se tornou apenas o segundo jogador da história da NBA com um triplo-duplo em sua primeira partida como titular, juntando-se a Tony Wroten, que estabeleceu o recorde inicial em 13 de novembro de 2013 com o Philadelphia 76ers. Dois dias depois, em seu segundo jogo como titular, Rozier marcou 31 pontos em uma vitória por 119-110 sobre os Hawks. Em 25 de março, em sua sexta partida no lugar do lesionado Kyrie Irving, Rozier marcou 33 pontos em uma vitória por 104-93 sobre o Sacramento Kings.
No Jogo 2 da primeira rodada dos playoffs contra o Milwaukee Bucks, Rozier marcou 23 pontos e ajudou Boston a levar uma vantagem de 2-0 com uma vitória por 120-106. No Jogo 7, ele marcou 26 pontos em uma vitória por 112-96. No Jogo 1 da segunda rodada contra os 76ers, Rozier registrou 29 pontos, oito rebotes e seis assistências na vitória por 117-101. No Jogo 6 das finais da Conferência Leste, ele marcou 28 pontos em uma derrota por 109-99 para os Cavaliers. No Jogo 7, Rozier errou todas as suas 10 tentativas de arremessos de 3 pontos e os Celtics se retirou dos playoffs com uma derrota por 87-79.
No início de novembro, Rozier se declarou insatisfeito com seu tempo de jogo no inicio da temporada de 2018-19, tendo passado de titular nos playoffs para o banco na temporada seguinte. Em 9 de novembro, ele marcou 22 pontos em uma derrota por 123-115 para o Utah Jazz, fazendo seu primeiro jogo como titular na temporada no lugar de Irving. Em 23 de janeiro, ele marcou 22 de seus 26 pontos no primeiro tempo na vitória por 123-103 sobre o Cleveland Cavaliers. Em 30 de janeiro, ele registrou 17 pontos e 10 assistências na vitória por 126-94 sobre o Charlotte Hornets.

### Charlotte Hornets (2019–2024)
Em 6 de julho de 2019, Rozier foi negociado com o Charlotte Hornets, como parte de uma negociação envolvendo Kemba Walker. Ele assinou um contrato de três anos e US$ 56,7 milhões.
Em 18 de dezembro de 2019, ele marcou 35 pontos na derrota por 100-98 para o Cleveland Cavaliers. Em 8 de março de 2020, Rozier marcou 40 pontos em uma derrota na dupla prorrogação por 143-138 para o Atlanta Hawks. O contrato que os Hornets deram a Rozier na época foi criticado após um desempenho ruim nos playoffs de 2019 e por perderem sua estrela de longa data, Kemba Walker, praticamente por nada. Perto do final da temporada, Rozier provou que os críticos estavam errados e justificou o contrato que os Hornets lhe deram na offseason.
Em 23 de dezembro de 2020, Rozier registrou 42 pontos, três rebotes, duas assistências, duas roubadas de bola e um bloqueio na derrota por 121–114 para o Cleveland Cavaliers. Ele superou essa marca com um novo recorde pessoal de 43 pontos em uma derrota por 112–110 para o New Orleans Pelicans em 9 de maio de 2021. Os Hornets terminaram com um recorde de 33–39 e se qualificaram para o recém-implementado Play-In. Em 18 de maio, no entanto, a temporada da equipe terminou com uma derrota por 144–117 para o Indiana Pacers, na qual Rozier registrou 16 pontos, oito rebotes e seis assistências.
Em 24 de agosto de 2021, Rozier assinou uma extensão de contrato de quatro anos e US$97 milhões de dólares com os Hornets. Em 29 de dezembro, ele marcou 35 pontos, sua maior pontuação na temporada, além de sete rebotes, três assistências, dois roubos de bola e dois bloqueios em uma vitória por 116–108 sobre o Indiana Pacers. Em 12 de fevereiro de 2022, Rozier novamente marcou 35 pontos, junto com dez rebotes e nove assistências, em uma derrota por 125–118 para o Memphis Grizzlies. Os Hornets terminaram com um recorde de 43–39 e se qualificaram para o Play-In pelo segundo ano consecutivo, mas sua temporada terminou em 13 de abril, com uma derrota por 132–103 para o Atlanta Hawks, apesar dos 21 pontos, quatro rebotes e três assistências de Rozier.
Em 6 de janeiro de 2023, Rozier marcou 39 pontos, sua maior pontuação na temporada, além de dois rebotes e quatro assistências, em uma vitória por 138–109 sobre o Milwaukee Bucks. Em 21 de janeiro, ele registrou 34 pontos, três rebotes, cinco assistências e quatro roubos de bola em uma vitória por 122–118 sobre os Hawks.

### Miami Heat (2024–Presente)
Em 23 de janeiro de 2024, Rozier foi negociado com o Miami Heat em troca de Kyle Lowry e uma escolha de primeira rodada. No dia seguinte, Rozier fez sua estreia no Heat, marcando nove pontos, cinco assistências, quatro rebotes e dois roubos de bola em uma derrota por 105–96 para o Memphis Grizzlies.

## Estatísticas da carreira

### NBA

#### Temporada regular
| Ano      | Equipe    | PJ  | PT  | MPJ  | AP   | 3P   | LL   | RT  | AS  | BR  | TO | PPJ  |
| -------- | --------- | --- | --- | ---- | ---- | ---- | ---- | --- | --- | --- | -- | ---- |
| 2015–16  | Boston    | 39  | 0   | 8.0  | .274 | .222 | .800 | 1.6 | .9  | .2  | .0 | 1.8  |
| 2016–17  | Boston    | 74  | 0   | 17.1 | .367 | .318 | .773 | 3.1 | 1.8 | .6  | .1 | 5.5  |
| 2017–18  | Boston    | 80  | 16  | 25.9 | .395 | .381 | .772 | 4.7 | 2.9 | 1.0 | .2 | 11.3 |
| 2018–19  | Boston    | 79  | 14  | 22.7 | .387 | .353 | .785 | 3.9 | 2.9 | .9  | .3 | 9.0  |
| 2019–20  | Charlotte | 63  | 63  | 34.3 | .423 | .407 | .874 | 4.4 | 4.1 | 1.0 | .2 | 18.0 |
| 2020–21  | Charlotte | 69  | 69  | 34.5 | .450 | .389 | .817 | 4.4 | 4.2 | 1.3 | .4 | 20.4 |
| 2021–22  | Charlotte | 73  | 73  | 33.7 | .444 | .374 | .852 | 4.3 | 4.5 | 1.3 | .3 | 19.3 |
| 2022–23  | Charlotte | 63  | 63  | 35.3 | .415 | .327 | .809 | 4.1 | 5.1 | 1.2 | .3 | 21.1 |
| 2023–24  | Charlotte | 30  | 30  | 35.5 | .459 | .358 | .845 | 3.9 | 6.6 | 1.1 | .4 | 23.2 |
| 2023–24  | Miami     | 31  | 30  | 31.5 | .423 | .371 | .913 | 4.2 | 4.6 | 1.0 | .3 | 16.4 |
| Carreira | Carreira  | 601 | 358 | 27.8 | .403 | .350 | .824 | 3.8 | 3.7 | .9  | .2 | 14.6 |

#### Play-In
| Ano      | Equipe    | PJ | PT | MPJ  | AP   | 3P   | LL    | RT  | AS  | BR  | TO  | PPJ  |
| -------- | --------- | -- | -- | ---- | ---- | ---- | ----- | --- | --- | --- | --- | ---- |
| 2021     | Charlotte | 1  | 1  | 34.8 | .350 | .000 | 1.000 | 8.0 | 6.0 | 1.0 | 1.0 | 16.0 |
| 2022     | Charlotte | 1  | 1  | 36.5 | .364 | .250 | 1.000 | 4.0 | 3.0 | .0  | .0  | 21.0 |
| Carreira | Carreira  | 2  | 2  | 35.6 | .357 | .125 | 1.000 | 6.0 | 4.5 | .5  | .5  | 18.5 |

#### Playoffs
| Ano      | Equipe   | PJ | PT | MPJ  | AP   | 3P   | LL    | RT  | AS  | BR  | TO  | PPJ  |
| -------- | -------- | -- | -- | ---- | ---- | ---- | ----- | --- | --- | --- | --- | ---- |
| 2016     | Boston   | 5  | 0  | 19.8 | .391 | .364 | 1.000 | 3.4 | 1.2 | .2  | .6  | 4.8  |
| 2017     | Boston   | 17 | 0  | 16.3 | .402 | .368 | .800  | 2.6 | 1.9 | .6  | .2  | 5.6  |
| 2018     | Boston   | 19 | 19 | 36.6 | .406 | .347 | .821  | 5.3 | 5.7 | 1.3 | .3  | 16.5 |
| 2019     | Boston   | 9  | 0  | 18.0 | .322 | .235 | .750  | 4.3 | 1.9 | .4  | .2  | 6.4  |
| Carreira | Carreira | 50 | 19 | 22.6 | .380 | .328 | .842  | 3.9 | 2.6 | 0.6 | 0.3 | 8.3  |

### Universitário
| Ano      | Equipe     | PJ | PT | MPJ  | AP   | 3P   | LL   | RT  | AS  | BR  | TO  | PPJ  |
| -------- | ---------- | -- | -- | ---- | ---- | ---- | ---- | --- | --- | --- | --- | ---- |
| 2013–14  | Louisville | 37 | 10 | 18.9 | .401 | .371 | .712 | 3.1 | 1.8 | 1.0 | .1  | 7.0  |
| 2014–15  | Louisville | 36 | 35 | 35.0 | .411 | .306 | .790 | 5.6 | 3.0 | 2.0 | .2  | 17.1 |
| Carreira | Carreira   | 73 | 45 | 26.9 | .406 | .338 | .751 | 4.3 | 2.4 | 1.5 | 0.1 | 12.0 |